# ترویانوو (شهرستان گاروولین)
ترویانوو (به لهستانی:  Trojanów) یک روستا در لهستان است که در گمینا ترویانوو واقع شده‌است. ترویانوو ۶۸۶ نفر جمعیت دارد.